# Raphael Krauss
Raphael Krauss (* 25. Juni 1973) ist ein ehemaliger deutscher Fußballspieler.

## Spielerkarriere
Krauss kam über die Jugend und die Amateure des Karlsruher SC zu den Profis, konnte sich dort aber trotz einiger Spiele in der ersten und zweiten Bundesliga nicht durchsetzen und wurde zum SV Waldhof Mannheim verliehen. Auch dort lief es unter anderem wegen Verletzungsproblemen nicht optimal und so musste er den Verein schon nach einer Saison wieder verlassen. Er blieb aber in Mannheim und ging zum VfR in die Regionalliga Süd. Dort blieb er zwei Jahre und ging nach 50 Spielen und zwei Toren zu Sportfreunde Siegen.
In Siegen kam er nur zu sieben Einsätzen und verließ den Verein im Winter Richtung Nöttingen. Mit dem FC Nöttingen stieg er 2003/04 aus der Oberliga Baden-Württemberg in die Regionalliga Süd auf, es folgte aber der direkte Wiederabstieg. 2005/06 spielte er noch für Nöttingen in der Oberliga. 2006/07 fungierte er dann als Stand-by-Profi bei den Nordbadenern und kam zu keinem weiteren Einsatz mehr. Krauss absolvierte auch einige Spiele in der zweiten Mannschaft des FC Nöttingen.

## Statistik
| Liga          | Spiele (Tore) |
| ------------- | ------------- |
| 1. Bundesliga | 35 (0)        |
| 2. Bundesliga | 17 (0)        |

Hinzu kommen Einsätze in der Regionalliga, Oberliga und Landesliga (Nöttingen II).